# Junior Club

Vereinslogo

Der Junior Club ist bzw. war ein mexikanischer Sportverein mit Sitz in Mexiko-Stadt, der 1906 von dem Pater Crivelli gegründet wurde. 1915 rief Pablo Alexanderson innerhalb dieses Vereins eine Fußballmannschaft ins Leben, die in den drei Spielzeiten zwischen 1917/18 und 1919/20 in der Hauptstadtliga mitwirkte. Zwischen 1918 und 1920 trat sie allerdings bereits unter der Bezeichnung Tigres an, bevor sie ganz verschwand.

## Geschichte

### Vorgeschichte und Gründung der Fußballabteilung
Zwischen 1913 und 1915 lebte Pablo Alexanderson in dem Dorf San Pedro de los Pinos vor den Toren der mexikanischen Hauptstadt. Aufgrund seiner Bekanntschaft mit dem Vorstand des ortsansässigen Fußballvereins México wurde dem sportbegeisterten Alexanderson ein Posten im Verein angeboten. Nach einiger Zeit stieg er selbst in den Vorstand auf und übte das Amt auch noch einige Zeit nach seinem Umzug in die mexikanische Hauptstadt aus. Schließlich fand er im Club Junior ein neues Betätigungsfeld. Der Verein verfügte über einen eigenen Sportpark, den Parque Junior, der hauptsächlich für Tennis- und Baseballspiele genutzt wurde. In diesem fand Alexanderson eine ideale Voraussetzung zur Gründung einer Fußballmannschaft, die er für die Saison 1917/18 zur Teilnahme an der Primera Fuerza anmeldete. Um eine Mannschaft zu formen, die in der Liga mithalten konnte, holte er verschiedene Spieler anderer Vereine.

### Sportliche Entwicklung der Fußballmannschaft
Die Fußballmannschaft beendete ihre erste Saison 1917/18 mit einer nahezu ausgeglichenen Bilanz (4 Siege und 5 Niederlagen aus 10 Spielen mit einem Torverhältnis von 11:11) auf dem vierten Platz von insgesamt sechs Mannschaften und benannte sich am 9. April 1918 in Tigres um. Nicht nachvollziehbar ist der Grund für diese Umbenennung und ob dieser eine Trennung vom Hauptverein zugrunde lag, wie zu vermuten ist. Ebenso unklar ist, ob der Junior Club selbst überlebt hat? Heute gibt es in Mexiko-Stadt einen gleichnamigen Verein, zu dessen Schwerpunkten Tennis gehört und der vermutlich identisch mit dem hier behandelten Verein ist. Daher wurde unten der Weblink des heutigen Junior Club hinterlegt, wenngleich nicht ausgeschlossen werden kann, dass es sich möglicherweise doch um zwei verschiedene Vereine handelt, die keinen Bezug zueinander haben.
Unter ihrer neuen Bezeichnung erreichten die Fußballer der Tigres das Pokalfinale der Saison 1917/18 und belegten in der Saison 1918/19 (mit 5 Siegen und nur 2 Niederlagen aus 12 Spielen) den dritten Rang von sieben Mannschaften. In der darauffolgenden Saison gelang ihnen mit der Bilanz von 10 Siegen und 4 Niederlagen aus 16 Spielen sogar die Vizemeisterschaft hinter dem damaligen „Serienmeister“ España. Trotz dieses Erfolges war es die letzte Saison der Tigres, die nach der Saison 1919/20 nicht mehr in der Liga vertreten waren und möglicherweise gar nicht mehr existierten.

## Bekannte Spieler
- Juan Carreño